# Jean Antoine Ernest Constans
Jean Antoine Ernest Constans   (Besiers, 3 de maig de 1833 - París, 7 d'abril de 1913) fou un polític francès.
Va començar la seva carrera com a professor de dret. El 1876 va ser elegit diputat per Tolosa de Llenguadoc a la Cambra de la Tercera República Francesa, i formant part del centreesquerra en fou elegit com un dels 363 representants del 16 de maig de 1877. Reelegit l'octubre de 1877, es va incorporar al govern de Louis de Freycinet com a ministre de l'Interior, el maig de 1880, mantenint aquesta cartera fins al 14 de novembre de 1881.
Durant el període 1887–1888, va ser el primer governador general de la Indoxina francesa. El 22 de febrer de 1889 va assumir el mateix càrrec al gabinet de Pierre Tirard. Es va fer prominent com a opositor incondicional del partit Boulangista, constituint el Senat com a tribunal superior de justícia i prenent mesures policials contra la Ligue des patriotes. Va dimitir l'1 de març de 1890, però la seva dimissió va suposar la caiguda del gabinet, i va reprendre la seva cartera al gabinet Freycinet l'11 de març. El 29 de desembre de 1889 va ser elegit senador pel departament de l'Alta Garona. Va ser atacat violentament per la premsa i els diputats boulangistes però no va dimitir fins que tot el gabinet es va retirar, el 26 de febrer de 1892. El desembre de 1898 va ser nomenat ambaixador a l'Imperi Otomà i va romandre en el càrrec fins al 1909.